# Gampel-Bratsch
Gampel-Bratsch – miejscowość i gmina (Politische Gemeinde) w południowej Szwajcarii, w kantonie Valais, w okręgu (Bezirk) Leuk. Leży nad Rodanem. Powstała 1 stycznia 2009 w wyniku połączenia gmin Gampel i Bratsch.

## Demografia
W Gampel-Bratsch mieszka 2116 osób. W 2022 roku 15,2% populacji gminy stanowiły osoby urodzone poza Szwajcarią. 

## Współpraca
Miejscowość partnerska:
- Horw, Lucerna

## Transport
Przez teren gminy przebiegają autostrada A9 oraz droga główna nr 509. 